# Aiguille Noire de Pormenaz

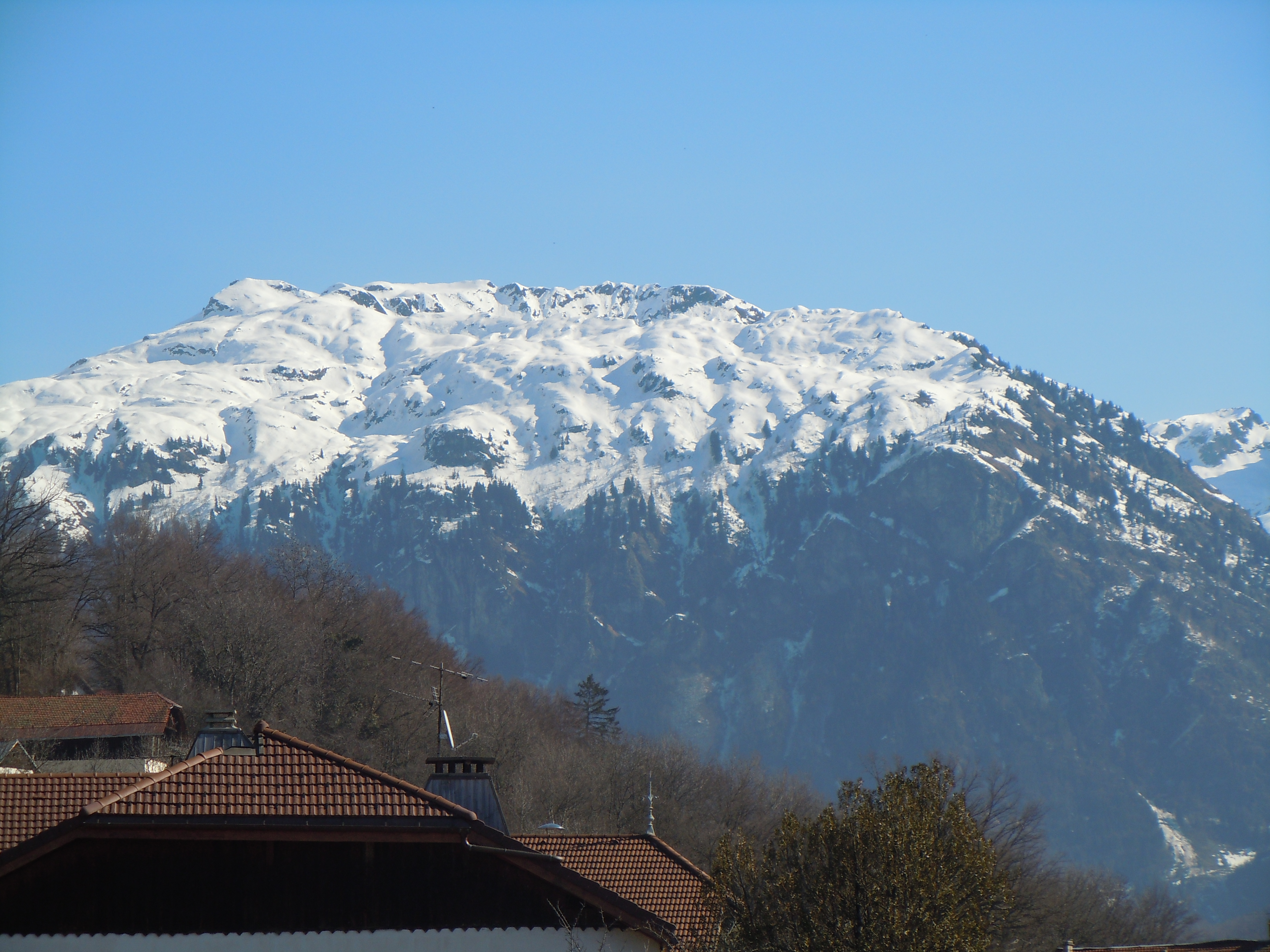
Blick auf die Aiguille Noire de Pormenaz von Passy

Die Aiguille Noire de Pormenaz (auch Pointe Noire de Pormenaz) ist ein 2.323 Meter hoher Gipfel der Aiguilles Rouges in den französischen Alpen im Gebiet der französischen Gemeinde Servoz zwischen den Tälern der Diosaz und dem Le Souay. Der Nordhang liegt in der Réserve Naturelle de Passy. Auf der Nordwestseite liegt der Lac de Pormenaz. Die Aiguille ist erreichbar über einen Bergwanderweg von der Refuge d‘Anterne Moëde.